# Hidraulička pumpa
Hidraulička pumpa, hidraulička crpka ili hidraulička sisaljka je kao pogonski stroj sastavni dio hidrauličkog pogona, kojemu je izvana dovedena mehanička energija (obično elektromotor) i koji ju pretvara u energiju radnog hidrauličkog fluida. Rotacijski hidraulički motori su slični strojevi, kod kojih se pretvorba energije obavlja u suprotnom smjeru (energija fluida pretvara se u mehanički rad). Zavisno od priključivanja, često isti stroj može raditi kao pumpa ili motor (za takav stroj se kaže da je reverzibilan, ali reverzibilnost također može značiti i samo mogućnost vrtnje u oba smjera!). Za pogon pumpe obično se koriste elektromotori, a u mobilnoj hidraulici motori s unutrašnjim izgaranjem.

## Svojstva hidrauličkih pumpi

### Protok i tlak
Teoretski protok kroz volumensku pumpu jednak je umnošku broja okretaja pumpe n i radnog volumena pumpe V, pa prema tome ne zavisi od radnog tlaka pumpe. Stvarni protok kroz pumpu jednak je:
{\displaystyle Q=\eta _{\text{v}}\cdot n\cdot V}
pri čemu je ηv - volumetrički stupanj djelovanja pumpe. Volumenski gubici (1 - ηv) n V rastu linearno s povećanjem prirasta tlaka ΔpP u pumpi (volumenski protok Q se linearno smanjuje). Prema tome, prirast tlaka ΔpP u pumpi linearno opada s povećanjem protoka. Radna karakteristika volumenskih pumpi vrlo je strma, pa su posebno opasne situacije u kojima je hidraulički otpor iza pumpe prevelik (na primjer zatvoreni tlačni ventil praktički predstavlja beskonačni otpor). U tim situacijama volumenska pumpa tipično povećava razinu tlaka do izuzetno velikih vrijednosti, sve dok neki od elemenata ne popusti (oštećenje, pucanje, pregaranje motora ili slično). Zato se takva pumpa obavezno štiti ventilom za ograničavanje tlaka. Prirast tlaka ΔpP u pumpi je parametar koji odgovara visini dobave pumpe (pomnoženoj sa specifičnom težinom radnog fluida). U hidraulici je zbog relativno visokih tlakova od većeg interesa parametar maksimalni radni tlak pumpe. Uobičajene vrijednosti maksimalnog radnog tlaka pumpe u hidraulici se kreću oko 10 - 60 MPa.

### Snaga i stupanj korisnog djelovanja
Snaga pumpe jednaka je umnošku momenta na spojci (vratilu) i kutne brzine vrtnje (PP = M ω). Najčešća brzina vrtnje hidrauličkih pumpi iznosi n = 1 500 o/min (dvopolni elektromotor). Snaga pumpe PP jednaka je:
{\displaystyle P_{P}={n\cdot V\cdot \Delta p_{P} \over \eta _{\text{m}}}={Q\cdot \Delta p_{P} \over \eta _{\text{P}}}}
pri čemu je ηP ukupni stupanj korisnog djelovanja pumpe, koji je produkt dva stupnja korisnog djelovanja kojima se uzimaju u obzir tri kategorije gubitaka:
{\displaystyle \eta _{\text{P}}=\eta _{\text{v}}\cdot \eta _{\text{m}}}
volumetričkih gubitaka (propuštanja fluida kroz brtve i zazore) izraženih volumetričkim stupnjem korisnog djelovanja ηv i hidrauličkih gubitaka (gubici trenja fluida u pumpi) zajedno s mehaničkim gubicima (gubici u mehaničkim dijelovima poput brtve, ležajeva, spojki) izraženih mehaničkim stupnjem korisnog djelovanja ηm.

### Kavitacija i usisna visina
Najniža vrijednost apsolutnog tlaka u pumpi (javlja se u taktu usisa) mora uvijek biti viša od tlaka isparavanja radnog fluida. Zbog tog razloga ograničena je maksimalna usisna visina pumpe hu.

## Vrste hidrauličkih pumpi
Pumpe se dijele u dvije osnovne skupine: volumenske pumpe (volumetričke) i dinamičke pumpe (najčešće strujne to jest turbopumpe). Volumenske pumpe prenose hidraulički fluid (ostvaruju povećanje tlaka i protoka) putem smanjenja volumena (obujam) komora u pumpi, a koriste se za relativno male protoke uz relativno velike visine dobave. Pomicanjem klipa ulijevo obavlja se takt usisa (punjenje cilindra), a pomicanjem klipa udesno takt tlačenja (pražnjenje) cilindra. Prisutni su također usisni i tlačni ventil, koji su nužno prisutni kod na primjer klipne pumpe s koljenastim mehanizmom. Kod pumpi se zbog povoljnog redoslijeda promjene tlaka najčešće koriste samoradni ventili (bez vanjske intervencije, odnosno energije). Tijekom usisa, otvara se usisni (donji) ventil i zatvara tlačni (gornji) pomoću podtlaka u cilindru, dok se tijekom tlačenja otvara tlačni ventil, uz istovremeno zatvaranje usisnog ventila. Ovakvo samoradno otvaranje i zatvaranje ventila kod hidrauličkog motora nije moguće zbog nepovoljnog redoslijeda promjene tlaka. Motori koji imaju ventile moraju imati i mehanizam za otvaranje i zatvaranje ventila (koljenasto ili bregasto vratilo).
Turbopumpe u rotoru predaju snagu hidrauličkom fluidu tako da pokretne lopatice ostvaruju silu pritiska na fluid. Primjenjuju se za relativno velike protoke i male visine dobave, pa se zato u hidraulici u principu ne koriste.
Volumenske pumpe se dijele na:
- Zupčasta hidraulička pumpa:
  - s vanjskim ozubljenjem,
  - s unutrašnjim ozubljenjem,
  - sa zupčastim prstenom,
- Vijčana hidraulička pumpa,
- Krilna (lamelna) hidraulička pumpa:
  - s 1 komorom,
  - s konstantnim protokom,
  - s promjenljivim protokom,
  - s više komora – višeradne (konstantni protok),
- Klipna hidraulička pumpa:
  - klipno-aksijalna (s aksijalno postavljenim ekscentrom):
    - s nagibnom pločom (s mirujućim ekscentrom),
    - s nagibnom osi (s rotirajućim ekscentrom),

  - klipno-radijalna (s radijalno postavljenim ekscentrom):
    - s unutrašnjim djelovanjem (vanjskim ekscentrom),
    - s vanjskim djelovanjem (unutrašnjim ekscentrom),
    - s koljeničastim mehanizmom,
    - s kulisnim mehanizmom,
- Membranska hidraulička pumpa.

Membranske pumpe, te klipne pumpe s koljeničastim mehanizmom i kulisnim mehanizmom rijetko se koriste u hidraulici. Jednokomorne krilne i klipne pumpe s aksijalnim ekscentrom i s vanjskim radijalnim ekscentrom imaju mogućnost promjene protoka (promjenljivi protok). Sve zupčaste i vijčane pumpe imaju konstantan protok.

### Zupčasta hidraulička pumpa

#### Zupčasta hidraulička pumpa s vanjskim ozubljenjem
Hidraulički fluid se prenosi kroz prostor između zupčanika i kućišta, na mjestu izlaska zupčanika iz zahvata (otvara se radni volumen) fluid se usisava, a na mjestu njihovog ulaska u zahvat (zatvara se radni volumen) fluid se tlači. Karakteristike ovih pumpi su: jednostavna konstrukcija, niska cijena, mala težina, širok raspon brzina i širok raspon viskoznosti radnog fluida. Ove pumpe imaju prilično velike volumetričke gubitke (stupanj korisnog djelovanja η = 75 - 85%) i stvaraju relativno veliku buku. Nisu osobito osjetljive na nečistoću i zahtijevaju samo minimum održavanja. Relativno su lagane i imaju naročito povoljan odnos snage i mase pumpe, pa su pogodne za primjenu kod mobilne hidraulike (vozila, građevinski i šumarski strojevi).

#### Zupčasta hidraulička pumpa s unutrašnjim ozubljenjem
Prostor oko vanjskog zupčanika podijeljen je na dva dijela: usisni i tlačni. Pri izlasku zupčanika iz zahvata, fluid kroz otvore u vanjskom zupčaniku ulazi u prostor između zupčanika, s kojim se kreće uz unutrašnji dio kućišta (pregradu), koja služi kao brtva između usisne i tlačne strane. Nakon prelaska u tlačnu zonu, zupčanici ponovno ulaze u zahvat, istiskujući fluid kroz otvore vanjskog zupčanika. Odlikuje se tihim radom, ali je složenija od pumpe s vanjskim ozubljenjem, pa se znatno manje koristi.

#### Zupčasta hidraulička pumpa sa zupčastim prstenom
Zupčasta pumpa sa zupčastim prstenom naziva se još rotorna prstasta pumpa ili pumpa s unutrašnjim ozubljenjem bez pregrade. Zupčanik s unutrašnjim ozubljenjem (zupčasti prsten) ima jedan zub više od zupčanika s vanjskim ozubljenjem. Svi zubi zupčanika s vanjskim ozubljenjem istovremeno su u dodiru sa zupčastim prstenom i tako ostvaruju brtvljenje između usisne i tlačne strane. Ova pumpa ima nisku razinu buke i nejednolikosti protoka, uz nešto slabije brtvljenje i veću sklonost trošenju.

### Vijčana hidraulička pumpa
Postoje izvedbe s 2, 3, 4 ili 5 vretena. Promjena volumena radnog prostora ostvaruje se ulaskom početka navoja jednog vratila u prostor između navoja drugog vratila. Karakteristike ovih pumpi su: tihi rad, ravnomjeran protok i tlak, ravnomjeran pogonski moment i širok raspon protoka. Gubici zbog zračnosti relativno su veliki (stupanj korisnog djelovanja η < 80%), pa se pumpa u pravilo koristi za niže tlakove (do 10 MPa). Grade se za male i veoma velike protoke (pretovar tankera za naftu). Često se koristi u naftnoj industriji, u lokomotivama, kao pumpa za transport viskoznih fluida, pomoćna pumpa za filtriranje (posebni krug za filtriranje).

### Krilna hidraulička pumpa
Krilna ili lamelna hidraulička pumpa najčešće se izvodi s lamelama u rotoru. Rotor pumpe smješten je ekscentrično u stator, tako da se radna komora (volumen između dviju lamela, rotora i statora) povećava u prvoj polovici zakreta (0 < α <180º, takt usisa), a smanjuje u drugoj polovici zakreta (180º < α <360º, takt tlačenja). Razvodna ploča (dio statora) ima usisni i tlačni kanal u obliku polumjeseca (razvodna ploča s podijeljenim prstenom), čime se omogućava punjenje radnih komora za vrijeme povećavanja njihovog volumena (u tom dijelu postavljen je usisni dio prstena) i pražnjenje (u tlačni dio prstena) za vrijeme smanjivanja volumena. Protok je moguće mijenjati promjenom ekscentriciteta.
Nešto je složenija izvedba krilne pumpe s lamelama u kućištu i konstantnim protokom, koja se može izvesti kao jednoradna ili višeradna (više komora). Krilne pumpe odlikuju se relativno tihim i mirnim radom (relativno jednolik protok, tlak, moment). Stupanj korisnog djelovanja iznosi η = 60 - 90%.

### Klipna hidraulička pumpa
Klipne pumpe se redovito izrađuju s neparnim brojem cilindara (7, 9, 11), jer se tako dobiva ravnomjerniji protok i tlak.

#### Klipno-aksijalna hidraulička pumpa
Uz relativno miran rad, ove pumpe omogućuju relativno visoke protoke i tlakove uz vrlo visoke brojeve okretaja.

#### Klipno-aksijalna hidraulička pumpa s nagibnom pločom
Naziva se još i pumpa s mirujućim ekscentrom ili pločom. Ploča miruje, a postavljena je koso obzirom na os rotacije. Ploča je podijeljena na rotirajući i mirujući dio pomoću odgovarajućih ležajeva. Na rotirajući dio ploče vezan je niz (vijenac) klipova. Blok cilindara zakreće se pomoću pogonskog vratila. Klip se kreće prema naprijed za vrijeme prve polovice zakreta vratila (0 < α <180º, takt usisa), a prema natrag u drugoj polovici zakreta (180º < α <360º, takt tlačenja). Za dovod i odvod fluida i ovdje se koristi nepokretna razvodna ploča s dva kanala u obliku polumjeseca (prsten podijeljen u dva dijela spojena na usisni, odnosno tlačni cjevovod). Prsten je smješten uz otvore cilindara, tako da je usisni dio smješten u prvoj polovici kruga (takt usisa), a tlačni u drugoj (takt tlačenja).
Za regulaciju protoka potreban je mehanizam za promjenu kuta nagiba ploče, kojim se mijenja hod cilindara, a time i protok. Povećanjem kuta ploče u odnosu na os rotacije do vrijednosti 90º smanjuje se protok do nule, a daljnjim povećanjem kuta postiže se protok u suprotnom smjeru.

#### Klipno-aksijalna hidraulička pumpa s nagibnom osi
Naziva se još pumpa s kardanskim zglobom (vratilom) ili s rotirajućim ekscentrom. I ovdje se zakretanje bloka cilindara ostvaruje pomoću pogonskog vratila. Pogonsko vratilo vezano je i na klipnjače preko veze koja nalikuje na kardansko vratilo. Pomoću te veze ostvaruje se hod klipova naprijed - natrag.

#### Klipno-radijalna hidraulička pumpa
Klipne pumpe omogućavaju dobivanje najviših tlakova (preko 50 MPa).

#### Klipno-radijalna hidraulička pumpa s unutrašnjim djelovanjem
Ova pumpa još se naziva radijalna pumpa s vanjskim ekscentrom. Ekscentricitet između statora i rotora (blok cilindara) određuje hod klipova. Tijekom jednog punog okreta rotora, svaki klip obavi hod naprijed - nazad (usis i tlačenje). Usisna i tlačna cijev smještene su u sredini rotora i završavaju s nepokretnom cilindričnom razdjelnom pločom, koja po obodu ima prstenasti kanal podijeljen na usisni i tlačni dio. Protok se može regulirati promjenom ekscentriciteta.

#### Klipno-radijalna hidraulička pumpa s vanjskim djelovanjem
Ova pumpa naziva se i radijalna pumpa s unutrašnjim ekscentrom. Blok cilindara miruje (stator). Klipovi su postavljeni zvjezdasto obzirom na vratilo s brijegom (vratilo s ekscentricitetom). Usisavanje i tlačenje fluida odvija se preko samoradnih nepovratnih ventila ugrađenih u konstrukciju cilindra. Pumpa je pogodna za male protoke i visoke tlakove, a promjena ekscentriciteta i odgovarajuća regulacija protoka nije moguća.

## Regulacija hidrauličkih pumpi
Za regulaciju se koriste mehanički, hidraulički ili elektronički regulatori. Prema reguliranoj veličini razlikuju se:
- regulatori protoka,
- regulatori tlaka,
- regulatori snage.

Regulatori se redovito koriste za pumpe relativno velike snage. Načini regulacije se u današnje vrijeme znatno razvijaju, a pri tome se nastoji postići održanje visokog stupnja korisnog djelovanja u različitim režimima regulacije. Kad nema regulatora, pumpa uvijek radi punom snagom, a višak fluida se prigušuje i vraća u spremnik, što je energetski nepovoljno.
Regulaciju protoka pomoću promjene ekscentriciteta konstrukcijski je moguće izvesti kod lamelnih pumpi, klipno-aksijalnih pumpi i klipno-radijalnih pumpi s unutrašnjim djelovanjem. Kod svih tipova pumpi protok se može regulirati regulacijom broja okretaja.
Regulacija tlaka djeluje na protok tako da se protok smanjuje s povećanjem tlaka. Regulacija snage treba osigurati da produkt protoka i tlaka (snaga) bude konstantan. Pri povećanju tlaka potrebno je postići odgovarajuće smanjenje protoka.